# Сарыбулак (Енбекшиказахский район)
Сарыбулак (каз. Сарыбұлақ, до 1993 г. — Куликовка) — село в Енбекшиказахском районе Алматинской области Казахстана. Входит в состав 
Каражотинского сельского округа. Код КАТО — 194053300.

## История
Село Куликовское основано в 1912 году. В 1913 году в нём насчитывалось 23 дворов. Село входило в состав Зайцевской волости Зайцевского участка Верненского уезда Семиреченской области.

## Население
В 1999 году население села составляло 1385 человек (700 мужчин и 685 женщин). По данным переписи 2009 года в селе проживали 1683 человека (838 мужчин и 845 женщин).